# Јелена Томашевић
Јелена Томашевић (удато Босиљчић; Неготин, 1. новембар 1983) српска је поп певачица. Позната је по снажном вокалном умећу. Добитница је бројних међународних награда. Године 2008. представљала је Србију на Песми Евровизије са песмом Оро. Наступила је као гошћа на концерту светског тенора Андрее Бочелија 2022. године у Београду одржаног у оквиру Belgrade River Fest-а.

## Приватни живот
Рођена је 1. новембра 1983. године у Неготину, али је одрасла у Крагујевцу. Завршила је Прву крагујевачку гимназију (друштвено-језички смер), студирала на Филолошко-уметничком факултету у Крагујевцу. Дипломирала на Факултету за културу и медије у Београду. Од 2011. године удата је за глумца Ивана Босиљчића, са којим има кћерку Нину.
Јелена Томашевић је Амбасадор Фондације „Тијана Јурић”.

## Музичка каријера

### Почетак
Музиком се бави од своје седме године. Играла је у КУД-у „Абрашевић” у свом граду Крагујевцу у којем је проглашена за најбољег вокалног солисту, а потом на многобројним концертима и такмичењима наступала као солиста певајући традиционалну српску музику. Са 13 година је победила на Републичком такмичењу фолклорних ансамбала Србије. Тада је започела сарадњу са Бором Дугићем, виртуозом на фрули, који је међу првима препознао њен дар. Многе од Јелениних изведби забележене су на трајним снимцима у архиви Радио Београда. Упоредо са неговањем изворних композиција, бавила се и певањем поп музике. Освајала је победничке награде на многим дечијим фестивалима, од којих се издваја Југословенски дечији фестивал 1994. године. Са 18 година победила је на телевизијском такмичењу за младе таленте „3К дур”, пројекту националне телевизије, након кога је почела професионалну сарадњу са великим бројем еминентних музичких уметника (Корнелије Ковач, Владо Георгиев, Здравко Чолић). Певала је пратеће вокале Владу Георгиеву и била гост на албуму групе Бибер, отпевавши песме Где си било јаре моје, Чије је оно девојче, Gipsy part one и Gipsy part two. Успешно је представљала Србију на многим интернационалним фестивалима у Чешкој, Бугарској, Русији, Белорусији. Године 2005. се сели у Београд. Сарађивала је са Здравком Шотром у његовом филму Ивкова слава, где је пред камерама отпевала неколико музичких нумера.

### Беовизија
Победом на Беовизији са песмом Јутро започела је сарадњу са продукцијом Минакорд под покровитељством Жељка Јоксимовића. На Беовизији 2005. је освојила прво место. На Европесми-Еуропјесми је освојила друго место иза првопласиране групе Но нејм. На такмичењу OGAE Second Chance на коме учествују другопласирани такмичари са националних такмичења, Јелена Томашевић је са песмом Јутро освојила друго место. Тада су започели рад на њеном првом студијском албуму, који ће убрзо, под називом Panta rei, постати најпродаванији и најслушанији албум у региону. Компакт-диск је издала за своју издавачку кућу, Минакорд. Њен глас је постао познат Европи када је победила на Беовизији 2008. са песмом Оро Жељка Јоксимовића на текст Дејана Ивановића, са којом је наступила на Евровизији 2008. године и освојила 6. место у финалу.

### Успон каријере
Године 2015. је објавила други студијски албум, Име моје, који је за кратко време достигао популарност њеног првенца и поново јој донео велики број награда, наклоност публике, критике и колега. Успешно се бави синхронизацијом дугометражних анимираних филмова (Мали принц), годинама учествује у жирирању дечијег музичког такмичења Пинкове звездице, на интернационалној сцени сваким наступом и даље представља српску културу у најбољем светлу. Широм земље и региона одржала је низ концерата са Новосадским биг бендом. Ова сарадња и даље успешно траје. Јелена је имала запажену улогу у мјузиклу Иване Жигон Бели ждралови, који је изведен у Сава центру, али и у Минску у Белорусији за Дан победе над фашизмом.
Добитник је награде Златна значка града Београда за допринос српској култури.

## Дискографија

### Студијски албуми
- (2008)
- Име моје (2015)
- Искрена (2024)

## Спотови
| Спот                       | Година | Режисер           |
| -------------------------- | ------ | ----------------- |
| Кошава                     | 2008.  | Васко Васовић     |
| Океани                     | 2008.  | Ведад Јашаревић   |
| Panta rei                  | 2009.  | Милош Надаждин    |
| Мед и заока                | 2010.  | Милош Надаждин    |
| Где да одем да те не волим | 2010.  | Милош Надаждин    |
| Jamne Axhotki              | 2011.  |                   |
| Радио свира за нас         | 2013.  | Милош Надаждин    |
| Вертиго                    | 2013.  | Милош Надаждин    |
| Име моје                   | 2015.  | Ведад Јашаревић   |
| Да ми је да се врати       | 2016.  | Ведад Јашаревић   |
| Живот у коферима           | 2016.  | Милош Надаждин    |
| Русе косе                  | 2016.  | Владимир Марковић |
| Добро јутро љубави         | 2018.  | NN Media          |
| Сунцокрет                  | 2019.  | Милош Надаждин    |
| Дирај ми усне              | 2020.  | Ведад Јашаревић   |
| Не жалим                   | 2022.  | NN Media          |
| Рано моја мила             | 2023.  | Милош Надаждин    |
| Веруј ми да верујем        | 2024.  | Милош Надаждин    |
| Нема те                    | 2024.  | Милош Надаждин    |
| За дивно чудо              | 2024.  | Милош Надаждин    |
| Постеља од ириса           | 2024.  | Милош Надаждин    |
| Руке друге жене            | 2024.  | Милош Надаждин    |
| Искрена                    | 2024.  | Милош Надаждин    |

## Фестивали
Зрењанин:
- Ово није љубав, 2002.

Пјесма Медитерана, Будва:
- Рано да верујеш, 2003.

Славянский базар, Белорусија:
- Златни дан, друго место, 2003.
- Име моје (Гошћа ревијалног дела фестивала), 2016.

Беовизија:
- Кад' не буде твоје љубави, 2004.
- Јутро, победничка песма, 2005.
- Оро, победничка песма, 2008.

Европесма / Европјесма:
- Кад’ не буде твоје љубави, 2004.
- Јутро, друго место, 2005.

Песма Евровизије:
- Оро, шесто место, 2008.

Београдско пролеће:
- Време првих пољубаца (Дечје београдско пролеће), 2016.
- Виолина и флаута (Дечје београдско пролеће), 2017.
- Виолина и флаута / Време првих пољубаца (Дечје београдско пролеће), 2021.
- Такав, какав си (Дечје београдско пролеће), 2023.
- Веруј ми да верујем, прва награда публике, победничка песма, 2024.

Скале, Херцег Нови:
- Не жалим, 2022